# Slaet op den trommele
Slaet op den trommele was een verzetsblad uit de Tweede Wereldoorlog, dat vanaf april 1941 tot en met mei 1945 door de Bond van Jong-Liberalen in Utrecht werd uitgegeven.

## Geschiedenis
Na de capitulatie in mei 1940 kwam het contact tussen het bestuur van de Bond van Jong-Liberalen en zijn leden tot stand via rondzendbrieven. Toen de BJL echter onderdook, besloot het bestuur een illegaal orgaan op te richten met het doel berichtgeving en discussie over politieke vraagstukken in stand te houden. Gedurende het eerste jaar werden de nummers om en om uitgegeven met nummers van Actualiteiten.
'Slaet op den trommele' verscheen in 1941 en 1942 maandelijks in een gestencilde oplage van 1000-2000 exemplaren. In 1943 en 1944 was de publicatie onregelmatig. Wel werd het blad vanaf mei 1943 tot en met mei 1944 gedrukt en de oplage varieerde tussen de 5000 en 10.000 exemplaren. Vanaf september 1944 was de frequentie van verschijning wekelijks en bedroeg de oplage 10000 exemplaren.
De nummers waren geïllustreerd met tekeningen. Van de verjaardagen van leden van het koninklijk gezin werd veel werk gemaakt. In augustus 1941 en 1942 werden de nummers beplakt met originele foto's van de jarige koningin.
Na de oorlog werd het blad het officiële orgaan van de Bond van Jong-Liberalen en van de Partij van de Vrijheid.

## Oprichters / redactieleden
- mr. N.A. (Nicolaas Alexander) Stempels, gemeenteraadslid en directeur van de Utrechtsche Hypotheekbank (een voorloper van de WestlandUtrecht Bank). Mr. N.A. Stempels werd op 19 november 1942 wegens spionage gearresteerd en op 9 oktober 1943 gefusilleerd.
- W. Eggink, promovendus sociale geografie. Wim Eggink is slachtoffer geworden van de overvallen op de groep die Het Parool uitbracht.
- mr. D. Feikema, advocaat. D. Feikema werd op 14 november 1942 gearresteerd in verband met koerierswerkzaamheden, welke hij voor Koos Vorrink verrichtte. Hij is op 15 maart 1945 in het concentratiekamp Sangerhausen overleden.
- A.P.J. v.d. Burg, arts.

## Vaste medewerkers
- mr. F.G.A. (Ferry) Huber
- mr. dr. J. Schoonenberg
- drs. H.A. (Henk) Korthals
- ds. P. Veen, lt-generaal
- W.J.C. Schuurman
- mr. M.H. de Boer
- mr. J.N. Stempels
- A. Nawijn
- H. v.d. Linde, journalist
- R. Dinger

## Andere betrokken personen
- Koos Vorrink
- C. Schuurman
- P. Veen
- J.C. Verhagen

## Gerelateerde kranten
- Actualiteiten[1]
- Ons Volk; den vaderlant ghetrouwe[2]
- Libertas: Maandschrift voor het koninkrijk der Nederlanden[3]
- Weest waecksaem[4]
- Het dagelijks nieuws (verzetsblad, Leiden)[5]
- Sol justitiae: het Utrechts studentenblad[6]
- Oranje-bulletin[7]